# Kurkisaaret (ö i Birkaland)
Kurkisaaret är en ö i Finland. Den ligger i sjön Ruovesi och i kommunen Ruovesi i den ekonomiska regionen  Övre Birkalands ekonomiska region  och landskapet Birkaland, i den södra delen av landet, 210 km norr om huvudstaden Helsingfors. Öns area är 1,5 hektar och dess största längd är 230 meter i sydväst-nordöstlig riktning.  Notera att namnet antyder att det är fråga om flera öar.